# Contea di Wenshui
La contea di Wenshui (文水县S, Wénshuĭ XiànP) è una contea della Cina, situata nella provincia dello Shanxi e amministrata dalla prefettura di Lüliang.